# Vestigipoda maschwitzi
Vestigipoda maschwitzi är en tvåvingeart som beskrevs av Ronald Henry Lambert Disney 1998. Vestigipoda maschwitzi ingår i släktet Vestigipoda och familjen puckelflugor. Inga underarter finns listade i Catalogue of Life.